# Lonely Road
Lonely Road è il secondo album in studio dei The Red Jumpsuit Apparatus, pubblicato il 3 febbraio 2009.
Il primo singolo ad essere estratto dall'album è stato You Better Pray, seguito dal secondo singolo Pen & Paper, di cui era stata precedentemente pubblicata una demo sul sito della band e da Represent. Tutti e tre i singoli sono stati pubblicati prima dell'uscita dell'album. Lonely Road ha debuttato negli Stati Uniti alla 14ª posizione.

## Tracce
1. You Better Pray – 3:35
2. No Spell – 3:03
3. Pen & Paper – 3:24
4. Represent – 3:24
5. Pull Me Back – 3:10
6. Step Right Up – 3:47
7. Believe – 4:14
8. Pleads and Postcards – 3:28
9. Lonely Road – 4:14
10. Senioritis – 2:20
11. Godspeed – 5:38

## Formazione
- Ronnie Winter – voce, chitarra addizionale
- Elias Reidy – chitarra solista, cori
- Duke Kitchens – chitarra ritmica, piano, cori
- Joey Westwood – basso
- Jon Wilkes – batteria, cori

## Classifiche
| Classifica (2009)         | Posizione massima |
| ------------------------- | ----------------- |
| Australia                 | 41                |
| Stati Uniti               | 14                |
| Stati Uniti (alternative) | 3                 |
| Stati Uniti (digital)     | 14                |
| Stati Uniti (rock)        | 5                 |